# Camryn Rogers
Camryn Rogers, född 7 juni 1999 i Richmond, är en kanadensisk släggkastare.

## Karriär
I juli 2018 vid junior-VM i Tammerfors tog Rogers guld i släggtävlingen efter ett kast på 64,90 meter.
I juli 2022 vid VM i Eugene tog Rogers silver i släggtävlingen efter ett kast på 75,52 meter, vilket var Kanadas första VM-medalj genom tiderna i slägga. I augusti 2023 vid VM i Budapest tog hon guld efter ett kast på 77,22 meter.
Vid OS 2024 hon hem guldet i slägga.

## Tävlingar
| År                  | Tävling                  | Plats               | Placering           | Gren                | Distans             |
| Tävlande för Kanada | Tävlande för Kanada      | Tävlande för Kanada | Tävlande för Kanada | Tävlande för Kanada | Tävlande för Kanada |
| ------------------- | ------------------------ | ------------------- | ------------------- | ------------------- | ------------------- |
| 2016                | Juniorvärldsmästerskapen | Bydgoszcz           | 24:e (k)            | Släggkastning       | 53,58 m             |
| 2018                | Juniorvärldsmästerskapen | Tammerfors          | 1:a                 | Släggkastning       | 64,90 m             |
| 2019                | Panamerikanska spelen    | Lima                | 6:e                 | Släggkastning       | 66,09 m             |
| 2021                | Olympiska sommarspelen   | Tokyo               | 5:e                 | Släggkastning       | 74,35 m             |
| 2022                | Världsmästerskapen       | Eugene              | 2:a                 | Släggkastning       | 75,52 m             |
| 2022                | Samväldesspelen          | Birmingham          | 1:a                 | Släggkastning       | 74,08 m             |
| 2023                | Världsmästerskapen       | Budapest            | 1:a                 | Släggkastning       | 77,22 m             |

## Personliga rekord
Utomhus
- Släggkastning – 78,62 m (Los Angeles, 26 maj 2023) 0NR0[8]